# Ризница

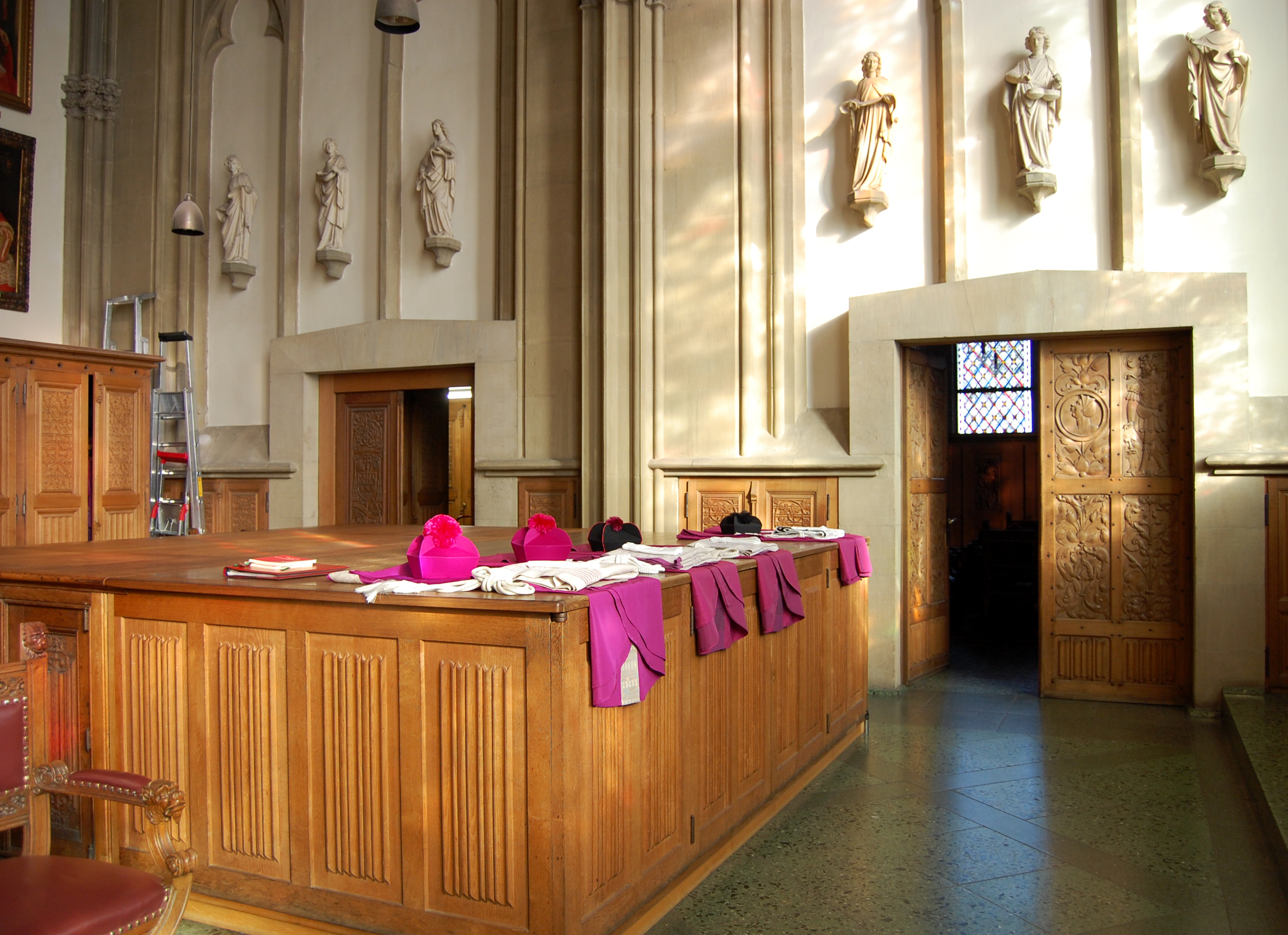
Сакристия Кёльнского собора.

Ри́зница (ризохрани́лище) — место в алтаре или отдельное помещение при христианском храме для хранения богослужебного облачения священников, прежде всего, риз и церковной утвари (священных сосудов). 
В других источниках указано, что Ри́зница (ж.) или ризохрани́лище (ср.) — место, покой при церкви, где хранятся ризы и вообще вся церковная утварь и драгоценности, и церковная утварь, ризница — ограда, земля. Духовное лицо, заведующее ризницей, называется ри́зничим. Ри́зничий — священник, заведующий церковным имуществом, а в кафедральных соборах — это соборный ключарь.

## История
В античных храмах близкие функции выполнял опистодом — закрытое помещение древнегреческого храма, находящееся за наосом. В Византии, с северо-восточной стороны храма Св. Софии в Константинополе находилось круглое в плане здание (ротонда) под названием скевофила́кион (греч. ςκεuοϕuλακεων — сосудохранилище, от ςκεuος — утварь, сосуд, одежда).
В древнехристианских храмах, отделение храма, при входе в котором обыкновенно хранятся какой-либо святыни или же ризница, библиотека и тому подобное — Притвор (пронаос).
В раннехристианских и романских базиликах ризницу устраивали внутри храма. В трёхапсидных базиликах — триконхах — южную апсиду обычно отводили под дьяконикон (дьяконник), а северную называли про́сте (греч. προςτες), от (προςταιςια — «стояние впереди»), у римлян: prostas — передняя комната. В другом варианте ризница представляла собой придел, пристройку к главной апсиде. Иное её название — сокровищница. Одна из самых знаменитых сокровищниц находится в южном приделе храма Св. Марка в Венеции. После разграбления Константинополя в 1204 году во время Четвёртого крестового похода венецианцы получили львиную долю добычи, и многие золотые и серебряные изделия византийских мастеров хранятся в сокровищнице Св. Марка.

## Православная церковь
В православных храмах ризницы бывают двух видов:
- Малая ризница, именуемая диа́конник, находится в одном из алтарей за иконостасом, обычно справа от горнего места. Представляет собой один или несколько закрытых ризничных шкафов, в которых обычно хранятся текущие облачения, церковная утварь, напрестольные Евангелия, кресты, дарохранительницы.

Функционально диаконник — то же, что и скевофила́кий (сосудохрани́тельница), однако скевофилакий устраивался в отдельно стоящем здании (так было, к примеру, в соборе св. Софии Константинопольской, где диаконник появился только в XIV веке).
Термин «диа́конник» в применении к помещению, которое находится к югу от главной апсиды, сугубо условен. Изначальная функция этого помещения, вероятно, — совершение заупокойных богослужений (отсюда происходит его славянское название «кутейник», то есть помещение, куда вносилась кутья); лишь позднее и только в некоторых храмах здесь помещался собственно дьяконник. В ранних русских храмах скевофилакий, как правило, помещался на хорах.
В раннехристианское время положение диаконника не было фиксированным (справа или слева от центральной апсиды или рядом с нартексом), с VI—VII веков, как правило, является помещением справа от центральной апсиды и сообщается с ней. В домонгольское время во многих русских храмах (например, судя по росписям в алтаре, в храме св. Георгия в Старой Ладоге) алтарной преградой была закрыта только центральная апсида, а в открытой для входа мирян южной апсиде располагался стол для приношения кутьи и иных пожертвований (свечей, просфор, различных съестных припасов — см., например, 38-й из Ответов еп. Нифонта Новгородского на «Вопрошание Кирика» и записок для заупокойного поминовения на литургии; возможно, здесь же совершались и собственно заупокойные последования.
- Большая ризница представляет собой отдельную комнату вне пределов алтаря, или пристройку (например, при большом соборе), или отдельное здание (например, в монастыре), или располагается в причтовом доме при приходском храме.

## Католическая церковь

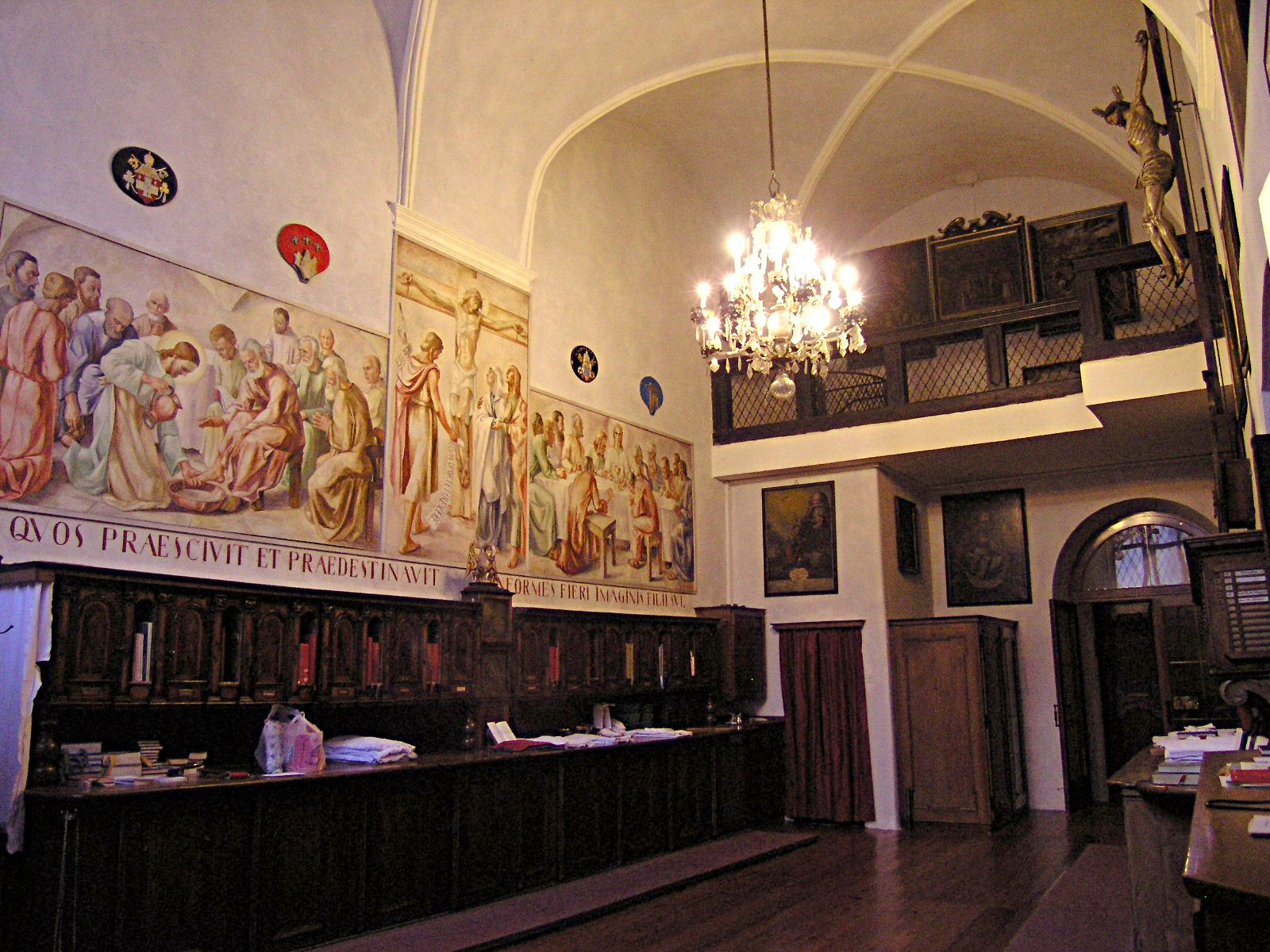
Сакристия в соборе города Брессаноне.

В католических храмах ризница также называется сакри́стия (лат. sacristia, от sacrum — священная утварь). Она представляет собой помещение, которое располагается сбоку или впереди алтаря, где хранятся принадлежности культа (священные сосуды и богослужебные облачения священнослужителей, богослужебные книги и так далее), совершаются облачение священнослужителей и некоторые другие обряды. Известны сакристии и в виде отдельно стоящих построек.
Перед началом мессы в ризнице звонит колокол, возвещающий прихожанам о начале богослужения. Месса начинается с торжественного выхода священников из сакристии; по окончании мессы священники вновь уходят туда.
Миряне допускаются в сакристию не во время мессы в случае необходимости переговорить со священником.